# Monomorium kelapre
Monomorium kelapre är en myrart som beskrevs av Bolton 1987. Monomorium kelapre ingår i släktet Monomorium och familjen myror. Inga underarter finns listade i Catalogue of Life.